# Berthold Egger
Berthold Egger CanReg (* 15. November 1852 in Frankenburg, Oberösterreich; † 13. Juli 1891 in Wien) war ein österreichischer Augustiner-Chorherr und Publizist.

## Leben und Wirken

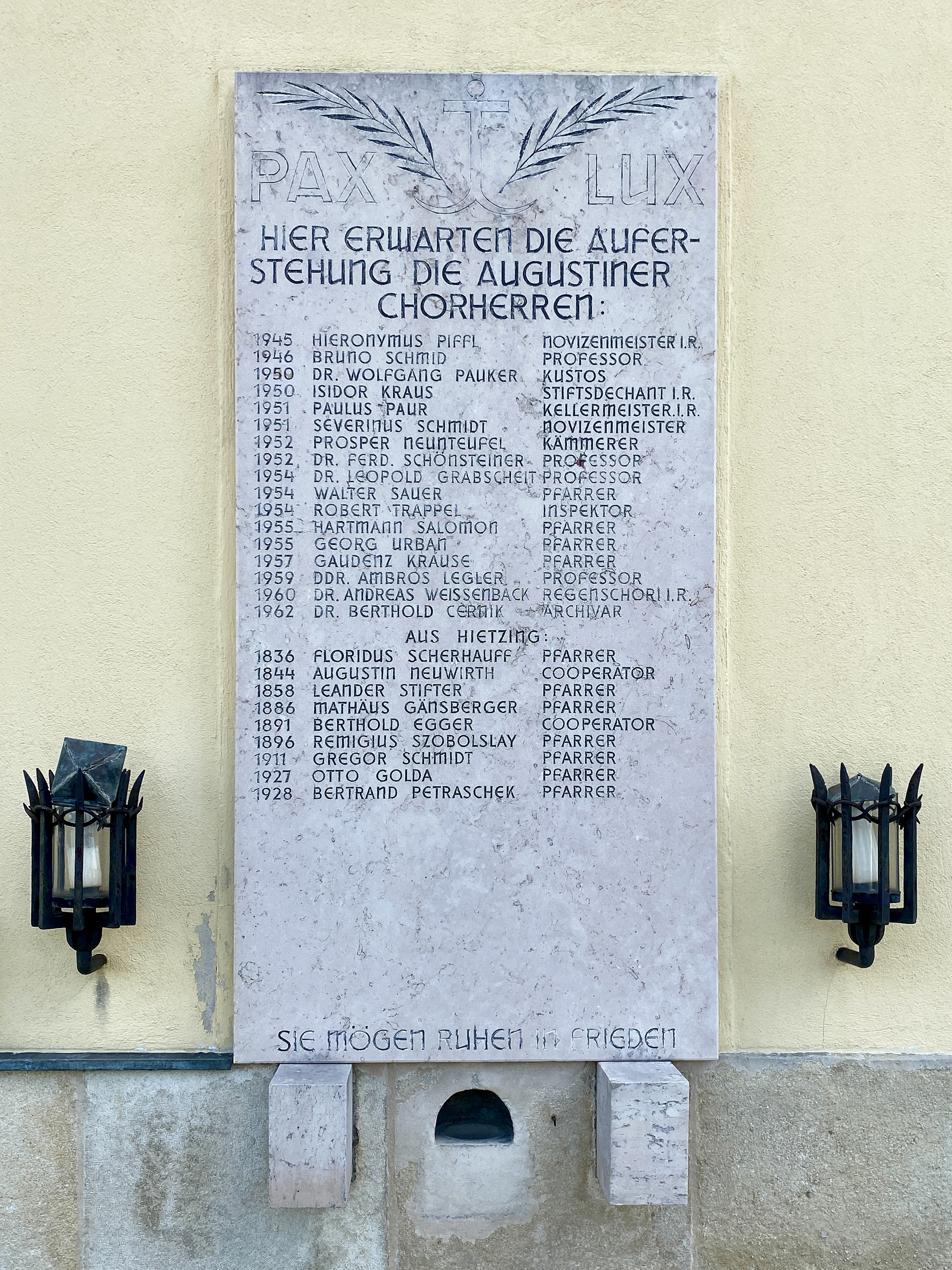
Name von Berthold Egger an der Chorherren-Gruft

Berthold Egger, Taufname Anton, wurde am 15. November 1852 in Frankenburg am Hausruck als Sohn eines Tischlermeisters geboren. Die Mutter starb früh. Die Gymnasialstudien begann er in Salzburg und beendete sie in Melk. Nach der Matura studierte er zwei Jahre lang Theologie in Linz, brach aber nach zwei Jahren das Studium ab und schrieb sich für Jura ein. Auch dieses Studium brach er ab und trat stattdessen in das Augustiner-Chorherrenstift Klosterneuburg ein. Am 13. September 1874 begann er sein Noviziat und feierte am 4. November 1877 seine erste Messe. Die feierliche Profess legte er am 22. September 1878 ab. Im selben Jahr wurde er Kooperator an der Stiftspfarre Floridsdorf.
1879 gab Egger zum ersten Mal den Kalender für den katholischen Klerus Österreich-Ungarns (Wien 1879, C. Fromme) heraus und gründete 1882 das Korrespondenz-Blatt für den katholischen Klerus Österreichs, dessen Leitung er krankheitshalber zeitweise niederlegen musste. Das Blatt wurde dann von seinem Mitbruder Rudolf Eichhorn weitergeführt. Wieder genesen, wurde Berthold Egger 1883 als Kooperator nach Hietzing versetzt, von wo aus er sieben Jahre lang die Redaktion des Korrespondenz-Blattes führte. Dazu kamen 1884 das Literaturblatt Augustinus und 1888 das von Edmund Langer in Tetschen redigierte Pastoralblatt Hirtentasche. In Hietzing rief Egger einen katholisch-politischen Verein ins Leben, den er selbst leitete. Auch das Erscheinen der christlichen sozialpolitischen Zeitschrift Arbeiter in den Jahren 1886 bis 1887 ist ihm zu verdanken.
Er wurde in der Chorherren-Gruft auf dem Oberen Stadtfriedhof in Klosterneuburg bestattet.